# Leptodea ochracea
Leptodea ochracea es una especie de molusco bivalvo  de la familia Unionidae.

## Distribución geográfica
Es  endémica de la costa este de América del Norte.